# Голф (Флорида)
Голф (англ. Golf) — селище (англ. village) в США, в окрузі Палм-Біч штату Флорида. Населення — 255 осіб (2020).

## Географія
Голф розташований за координатами 26°30′10″ пн. ш. 80°6′21″ зх. д. / 26.50278° пн. ш. 80.10583° зх. д. (26.502853, -80.105739).  За даними Бюро перепису населення США в 2010 році селище мало площу 2,18 км², з яких 2,15 км² — суходіл та 0,04 км² — водойми.

## Демографія
Згідно з переписом 2010 року, у селищі мешкали 252 особи в 135 домогосподарствах у складі 99 родин. Густота населення становила 116 осіб/км².  Було 167 помешкань (77/км²).
Расовий склад населення:
| - 99,6 % — білих - 0,4 % — чорних або афроамериканців |

До двох чи більше рас належало 0,0 %. Частка іспаномовних становила 0,8 % від усіх жителів.
За віковим діапазоном населення розподілялося таким чином: 3,2 % — особи молодші 18 років, 27,0 % — особи у віці 18—64 років, 69,8 % — особи у віці 65 років та старші. Медіана віку мешканця становила 71,5 року. На 100 осіб жіночої статі у селищі припадало 101,6 чоловіків;  на 100 жінок у віці від 18 років та старших — 98,4 чоловіків також старших 18 років.
Середній дохід на одне домашнє господарство  становив 238 834 долари США (медіана — 121 000), а середній дохід на одну сім'ю — 307 180 доларів (медіана — 231 250). За межею бідності перебувало 2,4 % осіб, у тому числі 0,0 % дітей у віці до 18 років та 1,5 % осіб у віці 65 років та старших.
Цивільне працевлаштоване населення становило 40 осіб. Основні галузі зайнятості: науковці, спеціалісти, менеджери — 20,0 %, фінанси, страхування та нерухомість — 20,0 %, освіта, охорона здоров'я та соціальна допомога — 20,0 %.